# Optog
Et optog er en organiseret samling mennesker, som går eller transporteres fremad på en formél eller ceremoniel manér. Et optog kaldes også en procession (afledt af latin, processio, som igen er afledt af procedere, gå fremad, avancere, fortsætte), en parade (fejringsoptog) eller en march.

## Optogsbestanddele
Mange effekter kan anvendes til at gøre et optog mere betydningsfuldt end blot "mennesker der går i samme retning":
- En speciel transportform som ceremonielle pramme, elefanter howdah, hestevogne eller bærestole. Kleopatras kom for at forføre Marcus Antonius på en parfumeret flåde/pram.[1] Afrikanske konger bliver nogle gange båret i "bærestole", der ligner luksusbiler eller andre statussymboler, mens muslimske brude rejser i kamel-bærestole (howdah) som vist i Bride Arriving in a Village, Biskra, Algeria af Philippe Pavy. Paven blev traditionelt båret i en speciel bærestol kaldet sedia gestatoria. I andre (mere ydmyge) sammenhænge vil en borgmester, "festdronning" eller anden ping i en lokal parade ofte blive kørt i en af byens smarte biler.
- Musik som alt fra kor (kirkekor, kirkeprocession) til marcherende militærband som Livgarden og Tivoli-Garden. De fleste gymnasieelevers afslutning fejres med en parade/festtur fra bopæl til bopæl. Paraden omfatter lastbiler fulde af gymnasieelever, som støjer så meget som muligt.
- Rangfølge – deltagerne i optoget rangeres.
- Bærere – bærer af bannere, faner, ikoner, skatte eller andre blikfang; eksotiske frontdyr. Et enklere eksempel er bryllupsringbæreren.
- Dufte, som kommer fra blomster
- Dygtige udøvere som akrobater eller dansere.
- Specielle kostumer.
- Speciel belysning som i et fakkeltog.
- Opvisning som flyoverflyvning.
- Uddeling af gaver fx mad (slik), penge eller andet.

## Funktioner
Optog kan have mange funktioner: reklame, regeringsskifte, magtdemonstration, underholdning, festival, politisk solidaritet, vigtige hændelser, mærkedage og religiøse processioner.

## Galleri
- Parade for Ukraina i Ystad 30 april 2022.
- Procession i Poznań, Polen, Corpus Christi 2004.
- Bryllupsparade.